# Manuel Cusachs
Manuel Cusachs i Xivillé (Mataró, 18 de agosto de 1933- Mataró, 14 de febrero de 2019) fue un escultor español. Su estilo es heredero del expresionismo y de la figuración lírica de los años 1930 y 1940 (Apel·les Fenosa, Germaine Richier), en ocasiones con un monumentalismo de aspecto monolítico que evoca la obra de Picasso.

## Biografía

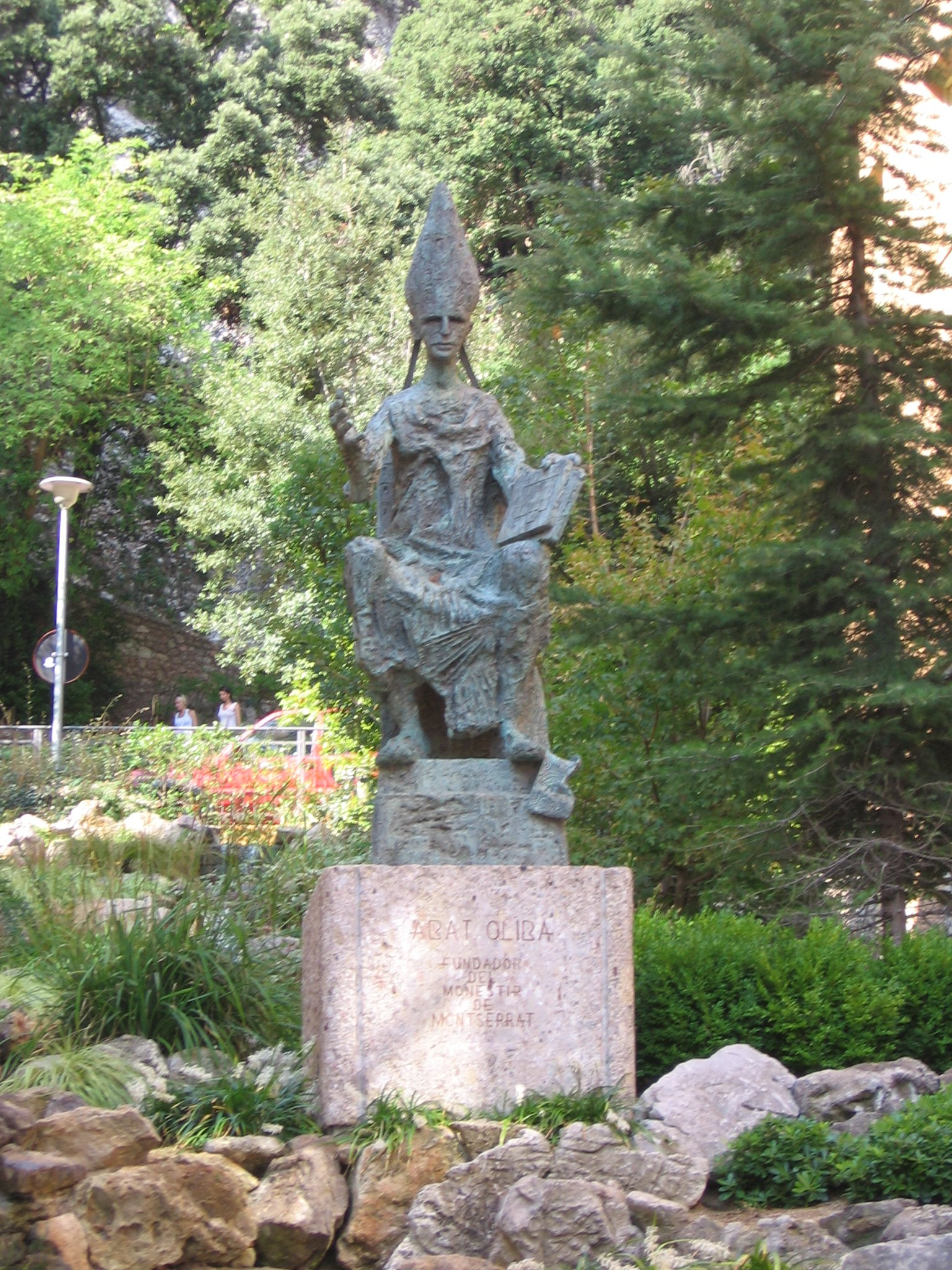
Abad Oliba (1993), monasterio de Montserrat

Estudió dibujo y pintura en la Escuela de Dibujo de Mataró (1941-1950), pero se decantó por la escultura, en la que se formó en el taller del picapedrero Pere Barbany. Amplió sus estudios en Perugia (Italia), así como en Valldemosa (Mallorca), donde fue discípulo de Joan Rebull. Se especializó en retratos, desnudos e imaginería religiosa.
Hizo su primera exposición individual en la Biblioteca Popular de Mataró en 1962. Entre 1976 y 1983 realizó el ciclo de exposiciones Volta a Catalunya d'un escultor. Expuso en Boston (1987), Estrasburgo (1988) y Roma (1988). En 2007 fue elegido académico correspondiente por Mataró de la Real Academia Catalana de Bellas Artes de San Jorge.
En 1983 realizó la escultura de La Visitación de María a su prima Isabel para el Segundo Misterio de Gozo del Rosario Monumental de Montserrat, en sustitución de la obra original de Venancio Vallmitjana de 1902. También para el monasterio de Montserrat elaboró una escultura del Abad Oliba (1993), elaborada en bronce y de 3,20 m de altura. El abad está sentado en un trono, tocado con mitra y vistiendo una larga estola, sosteniendo con una mano los planos de una iglesia y con la otra haciendo el gesto conocido como «signo de Dios»; el respaldo del asiento tiene la forma de los campanarios de los monasterio de Ripoll y Cuixà —regidos por Oliba—, y en los escalones hay fragmentos de la miniatura conocida como Biblia de Ripoll.
Elaboró diversas esculturas de santos para la Sagrada Familia de Barcelona, obra de Antoni Gaudí: San Ignacio de Loyola (1998), San José de Calasanz (1998), San Benito de Nursia (2013) y San Antonio Abad (2014).
En los jardines del palacio Robert de Barcelona tiene una obra titulada Chica de la azuela, de la serie El sueño del viejo carpintero (1998). Realizada en bronce, forma parte de una serie dedicada a las herramientas de carpintero, en memoria del oficio de su bisabuelo. En esta obra es una estilizada figura femenina la que lleva la herramienta.
En 2002 realizó la obra Accesibilidad en el Transporte para el pasadizo de acceso a los Ferrocarriles de la Generalidad de Cataluña de la estación de Plaza de Cataluña. Formado por una escultura cubierta con una placa de metacrilato transparente, está dedicado a la accesibilidad y la supresión de barreras arquitectónicas en el transporte.
En la sede del Instituto de Estudios Catalanes de la calle del Carmen de Barcelona tiene varias obras expuestas: un busto de Joan Coromines (2007) y una escultura titulada Ensayo de canto en el templo (1985), basada en un poema de Salvador Espriu. En 2015 elaboró el busto de Josep Puig i Cadafalch, segundo presidente de la Mancomunidad de Cataluña, para el patio de los Naranjos del palacio de la Generalidad de Cataluña.
Otras obras suyas son: la Nueva Virgen de Meritxell, de Canillo (Andorra, 1980), las esculturas que ilustran poemas de El caminant i el mur, de Salvador Espriu (1979-1989), y Dotze senyes de Catalunya (1983), con textos de Joan Fuster. También es autor de los retratos que decoran ocho de los capiteles del nuevo claustro de la Seo de Urgel, diseñado por Luis Racionero (1987), el Monumento a Mataró (1991), el Monumento al 11 de septiembre de 1714 en Granollers (1995) y el conjunto L'interludi dels bibelots (1993). En su ciudad natal, Mataró, realizó el conjunto escultórico del monumento a los Caídos y las estatuas de las santas patronas Juliana y Semproniana, en la capilla de las Santas. También ha hecho numerosos retratos dedicados a personajes ilustres: Josep Pla (1976), Josep Vallverdú (1977), Salvador Espriu (1979), Josep Maria Flotats (1980), Joan Fuster (1983) y Miquel Martí i Pol (1995), así como diversos monumentos: a Josep Tarradellas en Cervelló, a Josep Pla en Palafrugell, a Vicenç Bou en Torroella de Montgrí y a Josep Puig i Cadafalch en Mataró.
En 2001 recibió la Cruz de Sant Jordi.

## Galería

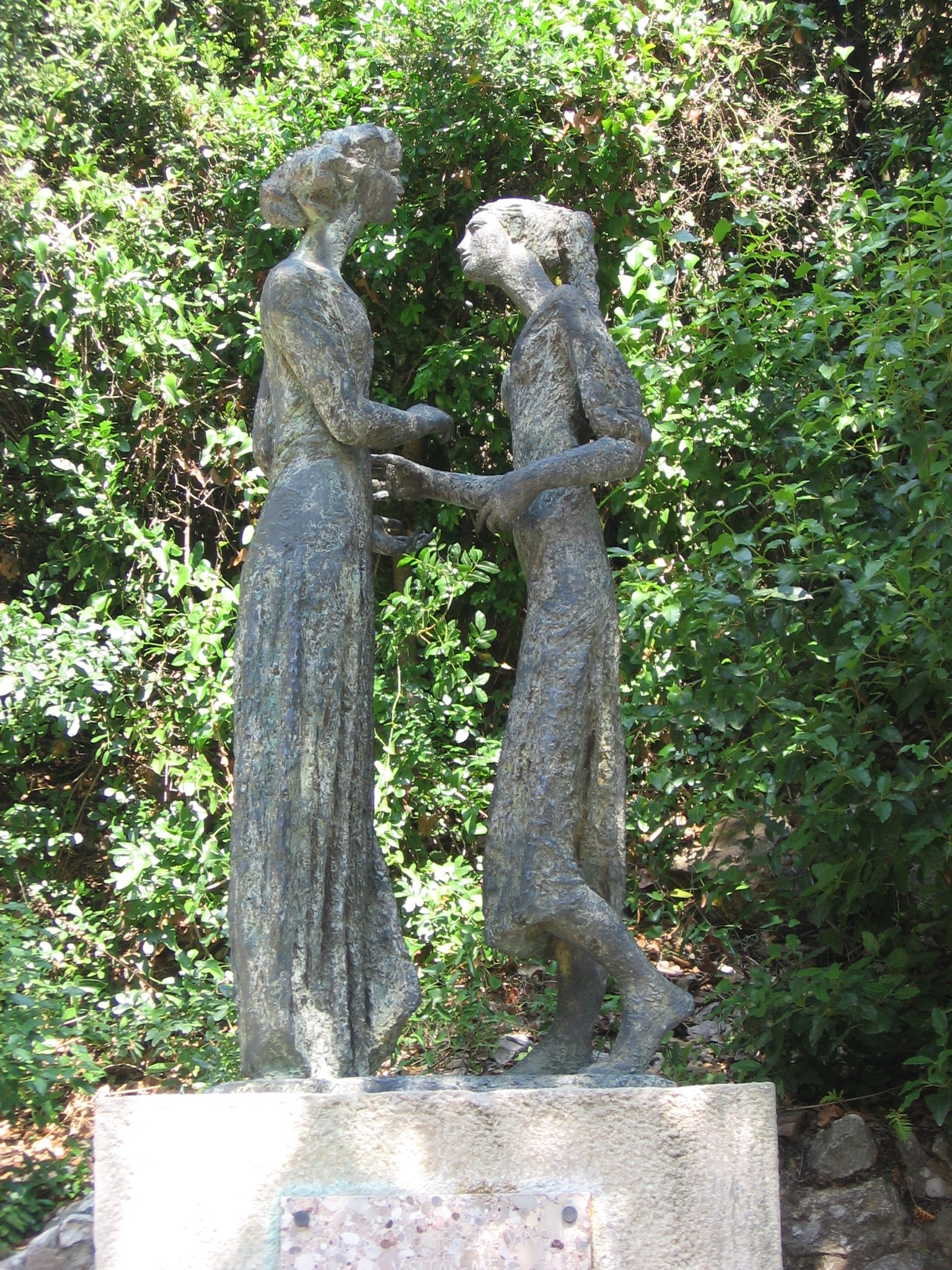
Segundo Misterio de Gozo: La Visitación de María a su prima Isabel, Rosario Monumental de Montserrat.
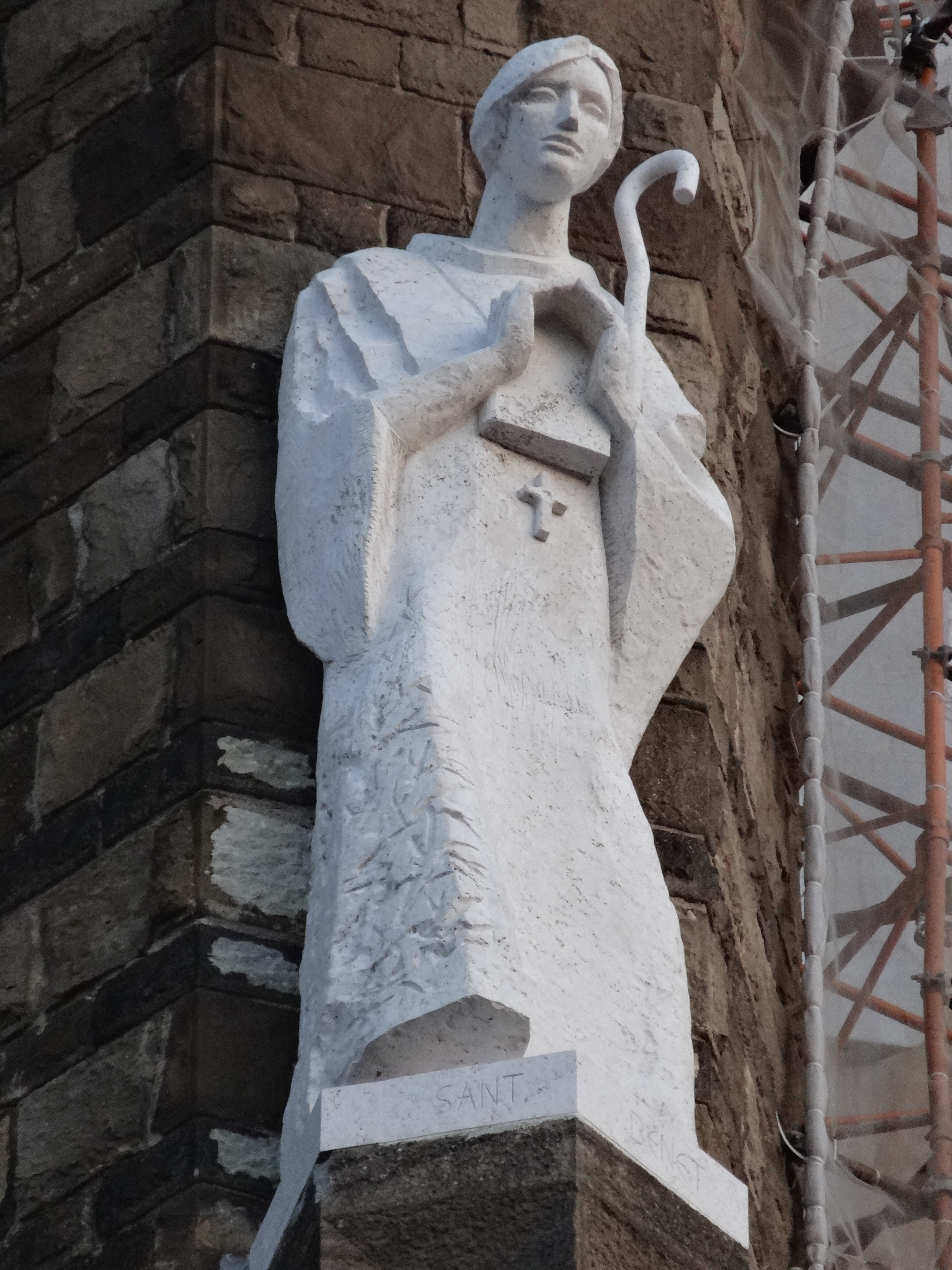
San Benito de Nursia, Sagrada Familia, Barcelona.
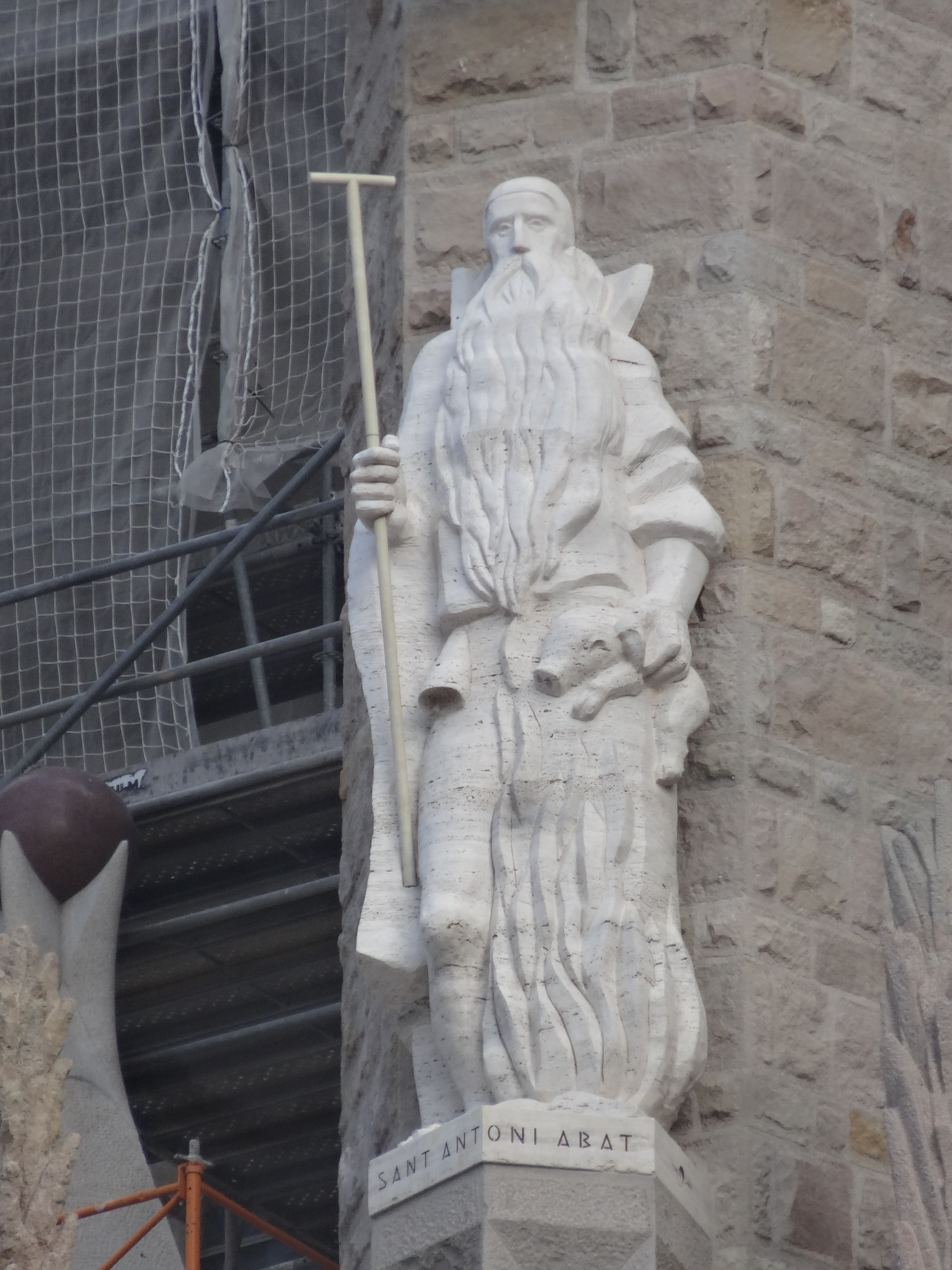
San Antonio Abad, Sagrada Familia, Barcelona.
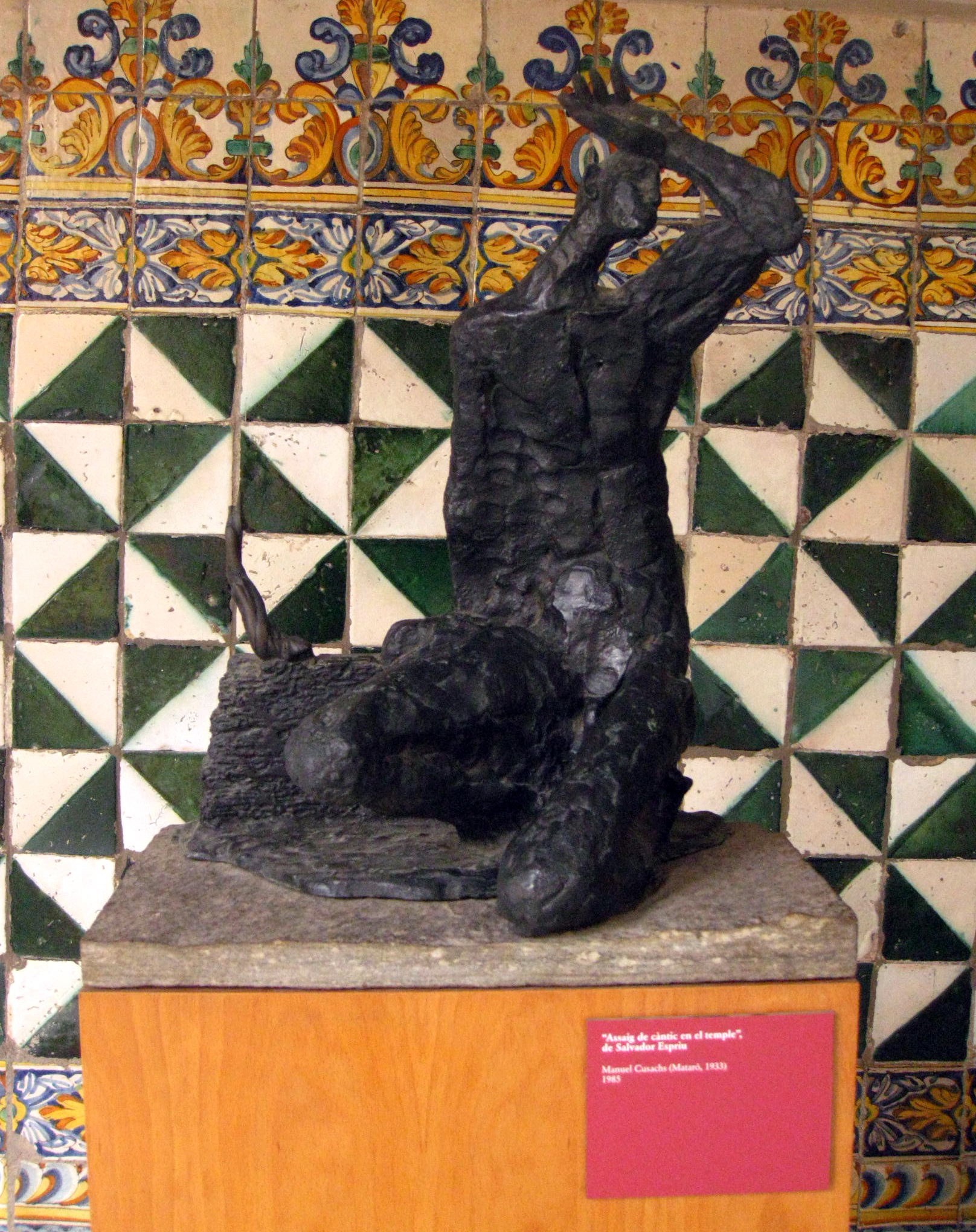
Ensayo de canto en el templo, Instituto de Estudios Catalanes, Barcelona.
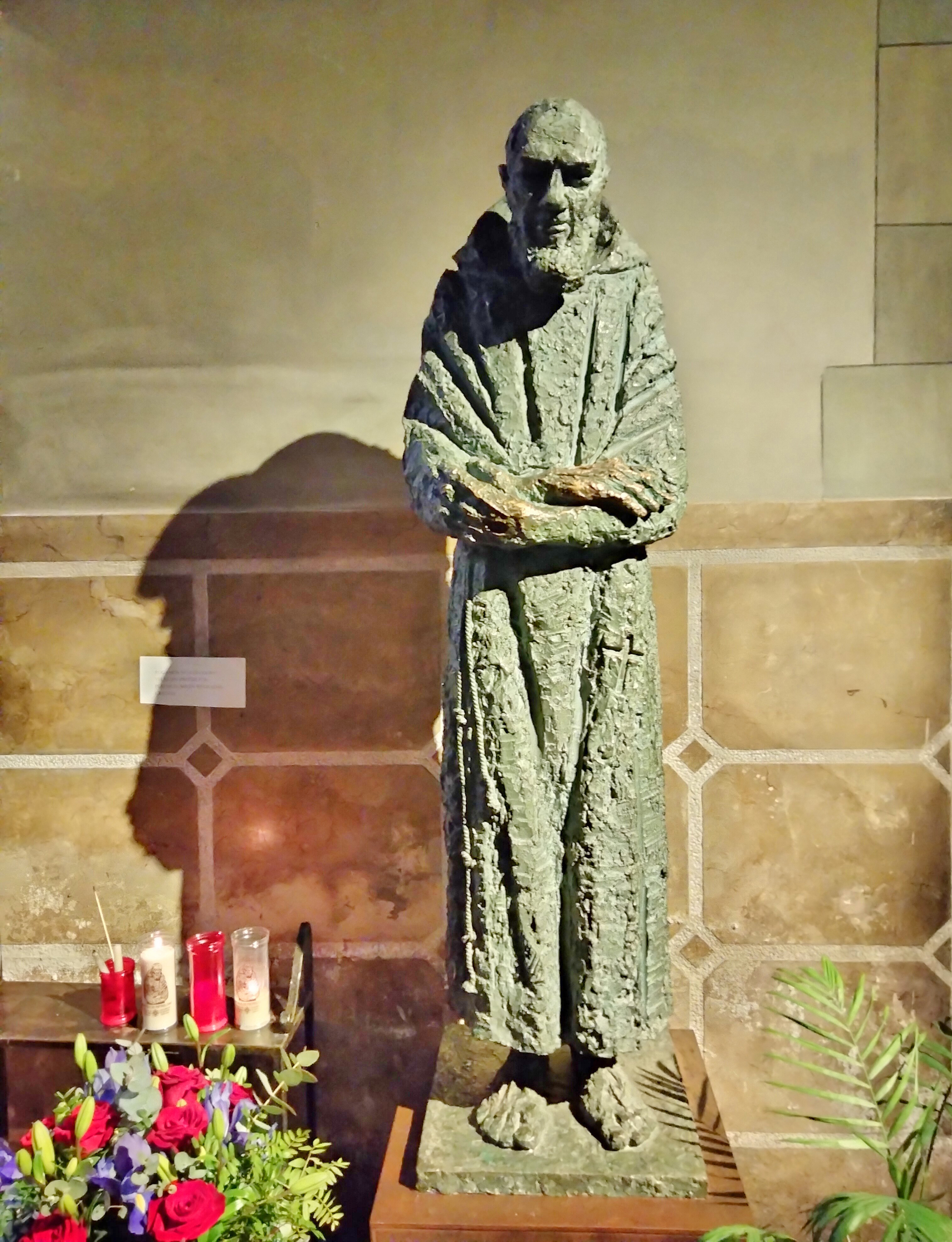
San Pío de Pietrelcina, basílica de la Purísima Concepción, Barcelona.